# Brogrammer
« Brogrammer », un mot-valise de bro et programmeur, est un terme d'argot désignant un programmeur stéréotypé masculin. Il est souvent utilisé de manière péjorative, mais certains programmeurs se décrivent comme un brogrammeur de manière positive en référence à un « programmeur sociable ou extraverti », et il a également tendance à représenter une sous-culture au sein de l'industrie technologique plus large,. À titre d'exemple de publicité ciblée vers les « brogrammeurs », est parfois citée une première publicité de recrutement de Klout publiée lors d'un salon de l'emploi de l'Université de Stanford sous le slogan « Vous voulez craquer du code entre bro ? Klout recrute. » (Want to bro down and crush some code? Klout is hiring.) La société l'a décrit plus tard comme une blague et comme un faux pas malheureux,.
Mia L. Parviainen indique que la culture brogrammeuse a créé une barrière à l'entrée basée sur la conformité à l'image présentée par ses participants, plutôt que sur la capacité. Cela peut être considéré comme l'antithèse de la culture geek, qui met l'accent sur la capacité et la passion pour le terrain plutôt que sur l'image.

## Effets sur la participation des femmes à l'informatique
Les articles de The Atlantic ont fortement plaidé en faveur de l'importance d'avoir une équipe technologique égalitaire. Selon une étude publiée dans Fortune, 27 % des femmes ont cité l'environnement de travail comme raison de quitter leur emploi dans l'industrie technologique. C'est la deuxième raison la plus citée après la maternité, citée par 68% des femmes. En 2011, la Computing Research Association a constaté que les femmes recevaient 11,7 % des diplômes de licence en informatique.
Dans une interview en 2015, Megan Smith, la principale conseillère politique en matière de technologie de Barack Obama, alors président des États-Unis, a déclaré à un public réuni à Capitol Hill que les entreprises technologiques reconnaissaient que leur embauche de femmes était loin d'être exemplaire; cependant, « malgré les promesses de faire mieux, seuls ceux qui en font une priorité absolue verront des progrès ». Non seulement il y a des préjugés chez les hommes, mais il y a aussi des préjugés chez les femmes elles-mêmes. Des études montrent que les femmes sous-estiment souvent leurs propres capacités. Une de ces études illustre cela en donnant aux hommes et aux femmes une liste de critères qu'ils doivent remplir pour postuler à un emploi, et les résultats montrent que, sur 10 caractéristiques requises pour un emploi, les hommes postulent généralement s'ils remplissent trois de ces critères, tandis que les femmes ne postuleront que si elles en remplissent au moins sept. « Ainsi, les préjugés feront partie de toute décision que nous prendrons. L'un des grands domaines de recherche en ce moment est de savoir comment atténuer les biais, et il existe des outils logiciels en cours de création et d'autres choses qui peuvent aider à relever ce défi. ».
Dans un article dissident de Gizmodo, Sam Biddle soutient que l'effet sexiste de la culture brogrammeur a en fait été exagéré par la presse. Il ne nie pas qu'il existe des « brogrammeurs », il soutient plutôt que « le brogrammeur en tant que phénomène est un mythe, une légende évoquée par les confus et désuets pour expliquer les progrès d'une industrie ancienne et étriquée ». Que « l'effet brogrammeur » soit important ou non, de nombreuses initiatives récentes ont vu le jour pour promouvoir les femmes dans l'informatique et contrer la culture hostile. Des initiatives telles que We Can Code IT, Women Who Code et Made with Code et Femgineer servent à soutenir une communauté diversifiée, travaillant souvent pour encourager les femmes à rejoindre les domaines STEM dès leur plus jeune âge. Une autre organisation, Wogrammer, est un dérivé de brogrammeur et met en lumière les réussites des femmes dans le domaine de la technologie.[réf. nécessaire]